# Família Padilha
De acordo com a Grande Enciclopédia Portuguesa e Brasileira a família Padilha é uma família nobiliária portuguesa. O nome, originário em homenagem a segunda esposa de Pedro I de Castela, Dª. Maria Padilha de Castela, da Casa de Padilha (Antiga Família Padilla), em Castela na Espanha, pertencente a Dinastia de Borgonha. Padilha foi uma família efetivamente ligada à Casa Real Portuguesa, com vínculos à Casa Real Espanhola, e a todas as demais casas reais da Europa, e dela houve quatro Mestres da Calatrava e um da Santiago e, durante muito tempo, o cargo de Adiantado-Mor de Castela.

## Significado
O termo Padilha é a pronúncia, aportuguesada, originária da palavra espanhola padilla, que em castelhano é o nome dado a uma ferramenta utilizada por padeiros; também podendo se referir a um determinado tipo de forno de pedra, ao qual se utilizavam pás de cabo longo para posicionar os alimentos no interior. O nome Padilha foi adotado pelos descendentes de Maria de Padilla, a qual teve o nome alterado para Maria Padilha após seu casamento com Dom Pedro I de Castela.

## Origem
O nome Padilha originou-se do nome da nobreza espanhola Padilla, mais especificamente de Dª. Maria de Padilla, mais conhecida como Maria Padilha a amante, conselheira e, posteriormente, esposa de Dom Pedro I, de Castela.
Alguns séculos depois da época do lendário Dom João III, existia um lugar denominado Padilla, em Miranda de Castro Xerez, próximo de Burgos, o qual foi povoado por Dom Pedro I de Castela (Rei de Castela e Leão, filho de Maria de Portugal e Afonso XI de Castela ). Em uma de suas províncias, Palencia, vivia a suntuosa Maria de Padilla.
Maria de Padilla (filha de Juan Garcez de Padilla, o senhor de Villagera, e de Maria de Henestrona) foi apresentada a Dom Pedro I por intermédio de João Afonso de Albuquerque, o Conde de Albuquerque, mordomo-mor de Maria de Portugal (rainha de Castela) e artífice do casamento de Dom Pedro I de Castela, com Branca de Bourbon. Maria de Padilla tornou-se amante de Dom Pedro I de Castela e passou a influenciá-lo nas mais importantes decisões. Foi graças a Maria de Padilla, em 1353 que Dom Pedro I de Castela, o jovem rei de 19 anos, escolheu governar como um autocrata apoiado no povo. O que lhe valeu o apelido de Justiceiro.
No dia 25 de fevereiro, de 1353, Branca de Bourbon chegava em Valladolid, com seu séquito chefiado pelo Visconde de Narbona, mas Pedro I encontrava-se em Torrijos com Maria de Padilla prestes a dar à luz. Em 3 de junho, do mesmo ano, houve a cerimônia da boda de Pedro I de Castela com Branca de Bourbon, apadrinhada por Dom Juan Afonso de Albuquerque e sua tia Leonor de Aragão. Três dias mais tarde, o rei voltou para Puebla de Montalbán, onde Maria de Padilla o aguardava. Após uma breve reconciliação em Valladolid, Dom Pedro I de Castela partiu, juntamente com Maria de Padilla, para Olmedo, onde se casou, secretamente, com Maria e abandonou sua esposa. Após o casamento com Dom Pedro I de Castela, Maria de Padilla muda seu nome para Maria Padilha para adequar-se a pronúncia dialética de Olmedo. Nascendo, assim a linhagem da família Padilha. A Casa Real de Padilha.
O partido político, adverso a Pedro, descobre que ele havia se casado, secretamente, com Maria Padilha e exerce pressão política contra o reinado de Pedro. Don Beltran de la Sierra, núncio do papa, intimou o rei a retomar Branca como sua esposa. O rei, entretanto, preferiu mantê-la presa, levando-a de Siguenza para Jerez de la Frontera e para Medina Sidonia até que em 1361 Branca de Bourbon é envenenada pelo ballestero Juan Perez de Rebolledo.
Quando tudo parecia bem, a desgraça recai sobre a casa real. Algumas semanas após a morte de Branca de Bourbon, em Medina Sidonia, Maria Padilha morre durante a pandemia da peste bubônica de 1361. Após sua morte todos os herdeiros, pertencentes à Casa de Padilla mudaram seus títulos para Padilha.
Dª. Maria Padilha e Dom Pedro I de Castela tiveram quatro filhos.
- Beatriz, infanta de Castela (Córdoba, 23 de março de 1354-1369 Tordesillas), freira na Abadia de Santa Clara;
- Constança, infanta de Castela (Castrojeriz, Castela, julho de 1354-24 de março de 1394 no castelo de Leicester) casada em 21 de setembro de 1371 ,em Roquefort-sur-Mer, na Aquitânia, com João Plantageneta de Gaunt, João de Gaunt ou João de Gand (Flandres 1340-1399), Duque de Lencastre, filho de Eduardo III de Inglaterra e Filipa de Hainaut, viúvo desde 1369 de Branca de Derby. Foi pretendente de 1372 a 1387 ao trono castelhano, chegando a se intitular “Rei de Castela”. Teve uma filha, Catarina de Lancaster ou Gaunt (morta em 1418) que em 1388 casou com Henrique III de Castela (morto em 1406), irmão de Fernando III de Antequera, filhos de João I de Castela.
- Isabel, infanta de Castela (nascida em Morales no verão de 1355 e morta em 23 de novembro de 1393) casou-se em Hertford em 1 de março de 1372 com Edmundo Plantageneta de Langley (1341-1 de agosto de 1402), Conde de Cambridge, em 1385 Duque de Iorque, irmão do precedente pois era o 4º filho de Eduardo III de Inglaterra e Filipa de Hainaut. Tiveram três filhos: Ricardo (1375-1415), Conde de Cambridge; Constança e Eduardo Plantageneta (1373-1415); em 1390 Conde de Rutland.
- Afonso, príncipe herdeiro de Castela (Tordesillas, 1359-19 de outubro de 1362).

Dos descendentes de Maria Padilha, o primeiro que passou a Portugal foi Pedro Norberto de Arnot e Padilha, que foi Secretário do Paço, na Repartição do Minho. Ele procede de Diogo Miranda de Padilha, que viveu no reinado de Dom Sancho III de Navarra (994-1035). O segundo de que temos notícia é Lopo Fernandes de Padilha, que, no reinado de Dom Fernando, fez parte da comitiva da princesa Dª. Beatriz, quando de seu casamento com Dom João I de Castela. No reinado de Dom João III de Portugal, foram concedidas cartas de armas: em 30 Abr 1530, a Dom Bartolomeu Fernandez Padilha, escudeiro da casa de Dom João III de Portugal, e em 23 Ago 1532, seu irmão, Dom Francisco Fernandes Padilha, por descenderem dos Padilha de Castela. Na igreja do Convento do Carmo, do lado do Evangelho, logo no princípio da nave, defronte do claustro, foi construído o carneiro de jazida dum fidalgo castelhano, Cristóvão Fernandes Padilha, a quem Dom João III deu o foro do escudeiro fidalgo e o foro de brasão de armas. Esta capela, no séc. XVIII, pertencia ao conhecido autor das Raridades da Natureza, Pedro Norberto de Hancourt Padilha, cavaleiro fidalgo e escrivão do desembargo do Paço.
O Cavaleiro da Ordem de Sant’Iago Dom Cristóvão Fernandes Padilha, filho de Dom Fernão Soeiro Fernandes Padilha, cavaleiro espanhol, casou com Dª. Ana de Miranda, filha de Dom Pedro de Miranda, com quem teve Dom Sebastião Padilha. Este casou com Dª. Filipa Osório, filha de Dom Belchior Osório e de Catarina Henriques. Desse matrimônio nasceu Dom Luís Padilha de Miranda, Cavaleiro da Ordem de Avis e provedor dos Coutos.
Dom Diogo Fernandes Padilha foi pai de Dom Lázaro Padilha, cavaleiro da Ordem de Cristo, que casou com Dª. Maria Ribeiro Salazar, filha de Dom Gaspar Ribeiro de Arévalo, espanhol, e de Dom Francisca Cifuentes de Castela. Deste casamento nasceu Dª. Bárbara de Padilha, que adquiriu matrimônio com seu primo Dom Luís Padilha de Miranda, acima referido, gerando os Haucourt Padilha.

## O Brasão
Brasão da Casa de Padilha: Um escudo pleno, contendo três pás de prata, em posição vertical, sobre fundo azul, cercado por nove meias-luas, em prata, sendo três acima das pás, três abaixo das pás, uma à direita das pás e duas a esquerda das pás; Um timbre de Águia Imperial Nascente, de cor negra com adornos prata; Um virol, na cor azul e negra, aos pés da Águia Imperial; Dois Paquifes, um a cada lado do Escudo Pleno, nas cores azul e prata
Para cada cor do brasão existe um significado singular:
- Prata: pureza, integridade, firmeza e obediência
- Azul: zelo, lealdade, caridade, justiça, lealdade, beleza e boa reputação.
- Negro: prudência, astúcia, tristeza, rigor e honestidade.

Timbre: Conhecida como Águia Imperial Nascente, por ser a insígnia peculiar do Sacro Império Romano. Representada em cor negra, ornada em prata, com as asas abertas, de pontas voltadas para cima, a cauda espalmada, as pernas abertas com as garras estendidas, a cabeça voltada para o flanco direito, ereta, com a língua de fora. —Essa é a posição estendida.
A águia pode ser vista, figuradamente, como símbolo de força, de grandeza e de majestade. Foi muito usada em brasões de exércitos, figurando nos estandartes de Ciro, rei dos Persas, e, mais tarde, durante o segundo consulado de Mário, encimando as lanças que eram insígnias das legiões. Na simbologia cristã aparece como possível símbolo da ressurreição e o triunfo de Cristo e do cristianismo. Foi também o símbolo da alma humana, o símbolo das artes. Chama-se de águia o homem muito perspicaz, penetrante, que vê longe; superior em inteligência.

## Padilhas do Brasil
Diversos personagens com o sobrenome Padilha aparecem no Brasil desde o século XVI, deixando grande descendência, com vários membros notórios, mas segundo o genealogista e pesquisador Eduardo Padilha dos Santos, sua ligação com o grupo fundado por Maria Padilha é possível, mas não foi comprovada.